# Anguciana
Anguciana és un municipi de la Rioja, a la regió de la Rioja Alta.

## Història
En 1121, Tota López d'Haro i Álvarez, filla de Lope Íñiguez, senyora d'Anguciana, donà al Monestir de Santa María la Real de Nájera tota la seva herència a Cihuri i també post mortem nostram, casam nostram quae est in Angunciana sicut tenuimos et habuimus in vita nostra. Subscriu l'escriptura Diego López I d'Haro, germà de Tota. Es va fer aquesta escriptura "regnante rege Aldefonso in Castella, et in Alava, et in Pampilona, et in Aragone, et i Ribacurta". Es tracta del rei Alfons I d'Aragó, anomenat el Batallador.
Des del segle xiv va ser Senyoriu dels Salcedo, qui van habitar la Torre Forta situada prop del pont del riu Estirada i de la qual avui es conserva alguna espitlleraa i l'ingrés sud. El Senyoriu va ser atorgat per Enric III de Castella a Juan Alfonso de Salcedo per privilegi datat el 8 de març de 1394, en consideració i remuneració als molts i bons serveis fets al senyor Joan I de Castella (el seu pare) en la guarda del seu cos. Per altra mercè de 12 de febrer de 1397 li concedeix llicència per a fer en aquest lloc una casa tan forta i tan completa, com el mateix Rei la podria manar fer per a si mateix. Fins a la creació de la província de Logronyo en 1833 i la seva partició en nou partits judicials (1834), va pertànyer al partit de Santo Domingo de la Calzada, en la província de Burgos.